# Гхотки (округ)
Гхотки (урду ضلع گھوٹکی‎, англ. Ghotki District, синдхи ضِلعو گھوٽڪي) — один из 23 округов пакистанской провинции Синд. Административный центр — город Гхотки.

## География
Площадь округа — 6083 км². На севере граничит с округом Кашмор, на северо-востоке — с территорией провинции Пенджаб, на юге — с округом Суккур, на востоке — с территорией Индии.

## Административно-территориальное деление
Округ делится на пять техсилов:
- Дахарки
- Готки
- Мирпур-Матело
- Убауро
- Кханпур-Махар

## Население
По данным переписи 1998 года, население округа составляло 970 549 человек, из которых мужчины составляли 52,69 %, женщины — соответственно 47,31 %. Уровень грамотности населения (от 10 лет и старше) составлял 29,01 %. Уровень урбанизации — 16,33 %. Средняя плотность населения — 159,6 чел./км².